# Puerto Rico az 1980. évi nyári olimpiai játékokon
Puerto Rico a szovjetunióbeli Moszkvában megrendezett 1980. évi nyári olimpiai játékok egyik részt vevő nemzete volt. Az országot az olimpián 1 sportágban 3 sportoló képviselte, akik érmet nem szereztek. Puerto Rico az olimpiai zászló alatt vett részt a játékokon.

## Ökölvívás
| Versenyző         | Versenyszám  | Selejtező         | 32-es főtábla                         | Nyolcaddöntő                | Negyeddöntő                               | Elődöntő          | Döntő             | Helyezés |
| Versenyző         | Versenyszám  | Ellenfél Eredmény | Ellenfél Eredmény                     | Ellenfél Eredmény           | Ellenfél Eredmény                         | Ellenfél Eredmény | Ellenfél Eredmény | Helyezés |
| ----------------- | ------------ | ----------------- | ------------------------------------- | --------------------------- | ----------------------------------------- | ----------------- | ----------------- | -------- |
| Alberto Mercado   | Légsúly      |                   | erőnyerő                              | Gilberto Román (MEX) · RSC  | kiesett                                   | kiesett           | kiesett           | 9.       |
| Luis Pizarro      | Pehelysúly   | erőnyerő          | Jean-Pierre Mbereke-Baban (CMR) · RSC | Fitzroy Brown (GUY) · 5:0   | Adolfo Horta (CUB) · 0:5                  | kiesett           | kiesett           | 5.       |
| José Angel Molina | Kisváltósúly |                   | Ebrahim Saide (ETH) · 5:0             | Dietmar Schwarz (GDR) · RSC | Szerik Konakbajev (URS) · mérkőzés nélkül | kiesett           | kiesett           | 5.       |

RSC – a mérkőzésvezető megállította a mérkőzést